# Хуанмэй
Хуанмэ́й (кит. упр. 黄梅, пиньинь Huángméi) — уезд городского округа Хуанган провинции Хубэй (КНР). Уезд назван по горам Хуанмэй и реке Хуанмэй.

## История
Уезд был создан во времена империи Тан в 625 году.
В 1949 году был образован Специальный район Хуанган (黄冈专区), и уезд вошёл в его состав. В 1970 году Специальный район Хуанган был переименован в Округ Хуанган (黄冈地区). 23 декабря 1995 года постановлением Госсовета КНР округ Хуанган был преобразован в городской округ.

## Административное деление
Уезд делится на 12 посёлков и 4 волости.

## Транспорт
В апреле 2022 года введена в эксплуатацию 127-километровая высокоскоростная железная дорога Хуанган — Хуанмэй.

## Культура
Хуанмэй является одним их важных китайских центров буддизма, особенно чань-буддизма, в частности, как родина пятого патриарха чань Хунжэня; на его территории расположен ряд храмов и мест поклонения.
Также уезд Хуанмэй известен своим чаем и связанной с его культивированием народной культурой, в частности, песнями сборщиков чая цайча (采茶, cǎichá), которые в комбинации с традиционными мелодиями, танцами и старинными формами театра эволюционировали в одну из разновидностей китайской оперы, известную как опера хуанмэй (黃梅戲 или 黃梅調; пиньинь: Huángméixì или Huángméidiào). Опера хуанмэй достигла своего расцвета в 18 веке, а в двадцатом была популяризирована в Восточной Азии и, до определенной степени, за её пределами кинематографом Гонконга конца 1950-х — 1960-х годов. Классикой жанра на большом экране считается The Love Eterne, снятый в 1963 году на студии Shaw Brothers.